# Abraham Baldwin
Abraham Baldwin (Guilford (Connecticut), 23 november 1754 - Washington D.C., 4 maart 1807) was een Amerikaans politicus en Founding Father uit Georgia. Baldwin was voor die staat afgevaardigde bij het Continental Congress. Na de inwerkingtreding van de grondwet diende hij in het Huis van Afgevaardigden en de Senaat.

## Levensloop
Baldwin was de tweede zoon in een gezin van twaalf kindereren. Hij studeerde in 1772 af aan de Yale-universiteit. Drie jaar na zijn afstuderen werd hij benoemd als predikant aan dezelfde universiteit. In 1779 nam hij dienst als legerpredikant bij het Continentale Leger dat in de Amerikaanse Onafhankelijkheidsoorlog vocht. Twee jaar later verliet hij het leger en ging rechten studeren. In 1783 werd Baldwin toegelaten tot de advocatuur.
Op verzoek van Lyman Hall, gouverneur van Georgia, hield Baldwin zich bezig met de opzet van een schoolsysteem voor het lager en middelbaar onderwijs. In deze tijd werd hij ook gekozen in het Huis van Afgevaardigden van de staat Georgia. Als Afgevaardigde zette hij zich in voor staatsfinanciering en vestiging van de Universiteit van Georgia, destijds nog onder de naam Franklin College. Hij was ook de eerste rector van de school. Baldwin vervulde deze positie van 1785 tot 1801.
Als staatsafgevaardigde vertegenwoordigde Baldwin Georgia op het Continental Congress die de Amerikaanse Grondwet opstelde. Hij ondertekende deze ook. Daarna werd hij lid van het Amerikaanse Congres, eerst van 1789 tot 1797 als lid van het Huis van Afgevaardigden en daarna, van 1797 tot 1807, tot aan zijn dood als senator.
Baldwin · Bassett · Bedford · Blair · Blount · Brearley · Broom · Butler · Carroll · Clymer · Daniel · Dayton · Dickinson · Few · Fitzsimons · Franklin · Gilman · Gorham · Hamilton · Ingersoll · Johnson · King · Langdon · Livingston · Madison · McHenry · Mifflin · G. Morris · R. Morris · Paterson · C. C. Pinckney · Pinckney · Read · Rutledge · Sherman · Spaight · Washington · Williamson · Wilson
- Gemeinsame Normdatei: 140918019
- International Standard Name Identifier: 0000 0000 7735 8079
- Library of Congress Control Number: n84205845
- SNAC: w6tb23g0
- Biographical Directory of the United States Congress: B000084
- Virtual International Authority File: 8798487
- WorldCat: E39PBJc7Yd7myh4TBjfgqXmGHC